# Ulrike Hövelmann
Ulrike Hövelmann (* 7. Juni 1954 in Bremen) ist eine bremische Politikerin (SPD) und war Abgeordnete der Bremischen Bürgerschaft.

## Biografie

### Ausbildung und Beruf
Von 1972 bis 1977 studierte Ulrike Hövelmann Wirtschaftswissenschaften, Erziehungswissenschaften und Geschichte an der Universität Bremen. Dem folgte 1977 bis 1979 der Referendardienst. Von 1979 bis 1995 war sie Lehrerin der Sekundarstufen I und II, seither ruht das Dienstverhältnis nach § 29 Bremisches Abgeordnetengesetz.
Seit 1977 ist sie Mitglied der Gewerkschaft Erziehung und Wissenschaft (GEW).

### Politik
Ulrike Hövelmann trat 1988 der SPD bei. Von 1990 bis 1995 war sie Ortsvereinsvorsitzende und Zweite Landesvorsitzende der Arbeitsgemeinschaft für Bildung in der SPD und ist seit 1994 Mitglied des
Unterbezirksvorstandes Ost.
Am 8. Juni 1995 wurde sie Mitglied der Bremischen Bürgerschaft. Sie war in der Bürgerschaft Mitglied im Ausschuss für Bundes- und Europaangelegenheiten, internationale Kontakte und Entwicklungszusammenarbeit, im Ausschuss für die Gleichberechtigung der Frau, im Betriebsausschuss Gebäude- und TechnikManagement, im Betriebsausschuss Performa Nord, im staatlichen Haushalts- und Finanzausschuss, im staatlichen Rechnungsprüfungsausschuss, im städtischen Haushalts- und Finanzausschuss und im städtischen Rechnungsprüfungsausschuss. Sie gehörte außerdem der Bildungsdeputation an.
Hövelmann gehört der Bremischen Bürgerschaft nach der Bürgerschaftswahl im Mai 2007 nicht mehr an: Einem SPD-Unterbezirks-Beschluss zufolge sollen Abgeordnete dem Parlament nicht länger als drei Legislaturperioden angehören.

### Weitere Mitgliedschaften
Sie ist Mitglied des Aufsichtsrates der Bremen Marketing GmbH.

### Ehrungen
- 2016: Verdienstorden der Bundesrepublik Deutschland